# Piràmide roja
La piràmide roja fou la darrera piràmide construïda pel faraó Snefru de la dinastia IV de l'antic Egipte, i probablement el seu temple mortuori.
És la segona piràmide més gran d'Egipte, si bé pel seu angle d'inclinació (una mica més de 43°) és menys alta (amb 104 metres, és la quarta del país). Fou la primera piràmide autèntica que es va bastir a Egipte.
Rep el seu nom de la pedra vermella que es va usar per al seu recobriment, procedent de les pedreres de Tura. També se l'anomena piràmide del nord.
La piràmide roja té una base quadrada de 220 metres de costat i una altura de 104 metres.
S'hi han trobat gravats cartutxos de Snefru. Fou iniciada la construcció entre el 22è i el 29è any del regnat de Snefru. Al cap de dos anys, s'hi havien construït sis capes de pedra i, en 4 anys, estava completada en un 30%. Es va acabar en 17 anys.
A l'est, hi ha les restes d'un temple mortuori i un piramidó. L'entrada és pel nord i té un corredor que baixa en un angle de 27° cap a una cambra (primera cambra), que té un sostre inclinat com altres cambres de la piràmide. Estan sota d'entre 11 i 14 capes de pedra, però no tenen problemes estructurals. Un altre corredor va de la cambra primera a la segona, que enllaça amb el centre exacte de la piràmide; ambdues estan sota el nivell del sòl. Una tercera cambra està més alta que el terreny i s'hi pot accedir per un pas que porta després a la quarta i darrera cambra, que se suposa que seria la d'enterrament. Com que no s'hi va trobar cap cos, es va excavar buscant més cambres, però no es va trobar res.